# يوجينة بسيطة
يوجينة بسيطة (الاسم العلمي: Eugenia modesta) هي نوع من النباتات تتبع جنس اليوجينة من فصيلة الآسية.